# فرجیوه
فرجیوه (به عربی: فرجيوة) یک شهرداری در الجزایر است که در استان میله واقع شده‌است.
 فرجیوه  ۴۰٬۴۴۱ نفر جمعیت دارد.